# شاهنامه‌های کوچک ایلخانی

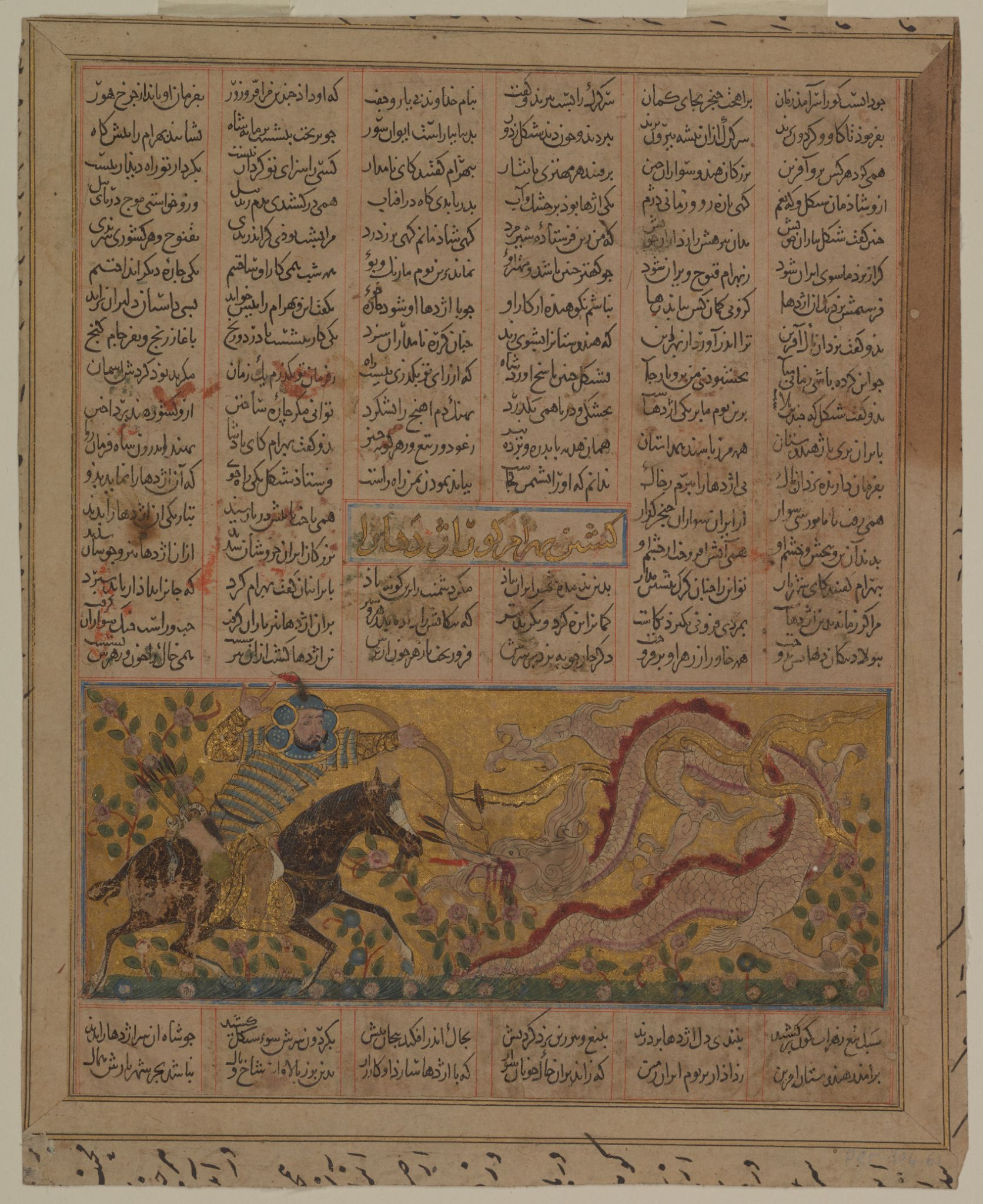
کشتن اژدها به‌دست بهرام گور، برگی از شاهنامه کوچک ایلخانی اول، کتابخانه چستربیتی.

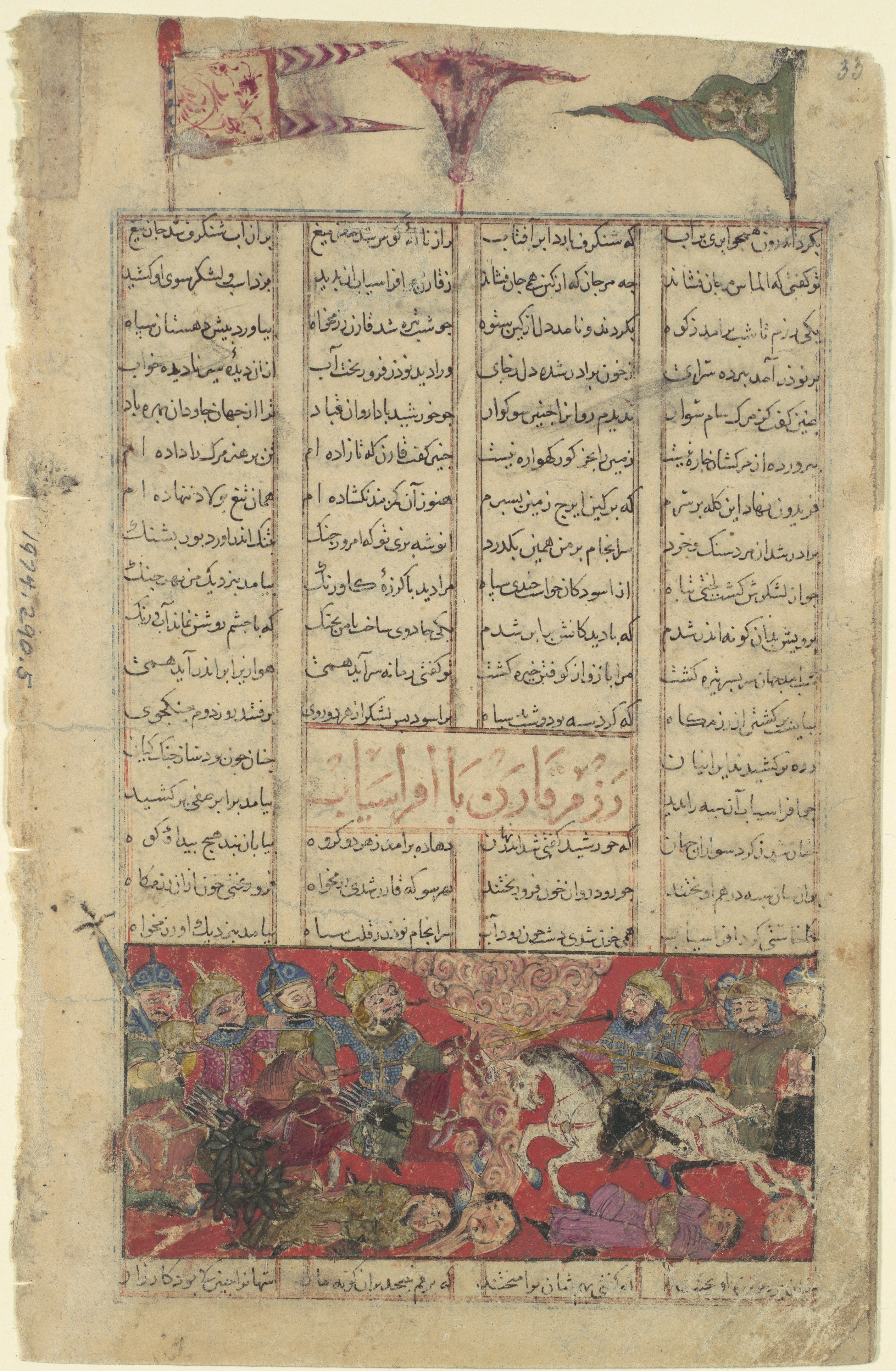
جنگ قارن با افراسیاب، برگی از شاهنامه گاتمن، موزه هنر متروپولیتن.

شاهنامه‌های کوچک ایلخانی یا شاهنامه‌های کوچک، اصطلاحیست، برای توصیف سه یا چهار نسخه دست‌نوشته از شاهنامه فردوسی که در نیمه نخست سده هشتم ه‍.ق کتابت شده‌اند. شاهنامه‌های کوچک، در زمره کهن‌ترین دست‌نویس‌های مصور شاهنامه قرار می‌گیرند. این گروه درمجموع ۲۷۰ نگاره در ۱۷۸ موضوع مختلف را دربرمی‌گیرند. دو یا سه نسخه از این دست با توجه به سبک نگاره‌ها، احتمالاً حدود سال‌های ۷۰۰ تا ۷۳۰ ه‍.ق در بغداد، تبریز یا به احتمالی کمتر در شیراز تهیه شده‌اند، درحالی‌که کار کتابت نسخه دیگری، نامور به «شاهنامه گاتمن»، احتمالاً میانه دهه ۷۳۰ ه‍.ق در اصفهان انجام‌شده است.
همچون نسخه مشهورتر از شاهنامه‌های دوره ایلخانی، یعنی شاهنامه بزرگ ایلخانی، شاهنامه‌های کوچک نیز به‌دلیل از بین رفتن تعدادی از برگه‌هایشان که در نتیجه از هم گسستن نسخه‌ها برای به‌دست‌آوردن برگه‌های نگاره‌دار بوده، امروزه بدون تاریخ کتابت هستند و برای کار تاریخ‌گذاری بر روی ویژگی‌های فیزیکی آن‌ها تکیه‌شده است. پیشتر، آن‌ها را با شاهنامه‌های مکتب شیراز اول در یک مجموعه دسته‌بندی می‌کردند. علی‌رغم برخی از اشتراکات، شاهنامه‌های کوچک برعکس نسخه‌های مکتب شیراز تا حد قابل‌توجه‌ای از عناصر نگارگری چینی متأثرند؛ هرچند که پاره‌ای ویژگی‌های نگارگری ایرانی پیش از دوره مغول را نیز به ارث برده‌اند. نسخه گاتمن که به‌احتمالی در اصفهان تهیه‌شده، از ویژگی‌های هر دو سبک به‌میزان بسیاری متأثر است.
در مقایسه با شاهنامه بزرگ ایلخانی، شاهنامه‌های کوچک را نمی‌توان جزو نسخه‌های سلطنتی و شاهانه دانست؛ ولی، سفارش‌دهندگان این شاهنامه‌ها قطعاً اشخاصی متمول بوده‌اند. در شاهنامه‌های کوچک به‌نظر می‌رسد به ازای هر دو یا سه برگه، یکی نگاره‌دار بوده است.